# Ypthima lycoides
Ypthima lycoides är en fjärilsart som beskrevs av Watson 1896. Ypthima lycoides ingår i släktet Ypthima och familjen praktfjärilar. Inga underarter finns listade i Catalogue of Life.